# Йоханнесбург (стадион)
Стадион «Йоха́ннесбург» (англ. Johannesburg Stadium, также известен как JHB Stadium) — многофункциональный стадион, расположенный в одноимённом крупнейшем городе ЮАР, в честь которого и назван. Вмещает 37 500 зрителей. Предназначен для проведения соревнований по лёгкой атлетике, регби и футболу. Используется также для проведения других мероприятий, таких как концерты. «Йоханнесбург» находится в центре города примерно в 500 метрах к северу от другого крупного стадиона «Эллис Парк».

## История
Стадион «Йоханнесбург» был открыт в 1992 году — изначально исключительно как легкоатлетическая арена. В 1998 году здесь состоялся Кубок мира по лёгкой атлетике. Обаделе Томпсон из Барбадоса выиграл забег на 100 метров с результатом 9,87 секунд. Это сделало арену «Йоханнесбург» первым в Африке стадионом, где легкоатлет сумел пробежать стометровку быстрее 10 секунд.
Через год «Йоханнесбург» принял другое крупное соревнование — Всеафриканские игры, которые впоследствии были переименованы в Африканские игры.
С момента открытия стадион «Йоханнесбург» принимал концерты мировых звёзд. Среди них были Тина Тёрнер, U2, Spice Girls, Майкл Джексон, Кендрик Ламар.
Команды по игровым видам спорта на стадионе практически не играют, однако футбольный клуб «Орландо Пайретс» и регбийный клуб «Голден Лайонз» используют поле для своих тренировок.

## Важнейшие мероприятия
- Кубок мира по лёгкой атлетике 1998
- Всеафриканские игры 1999